# Henricus Paulus Cornelis Bosch van Drakestein

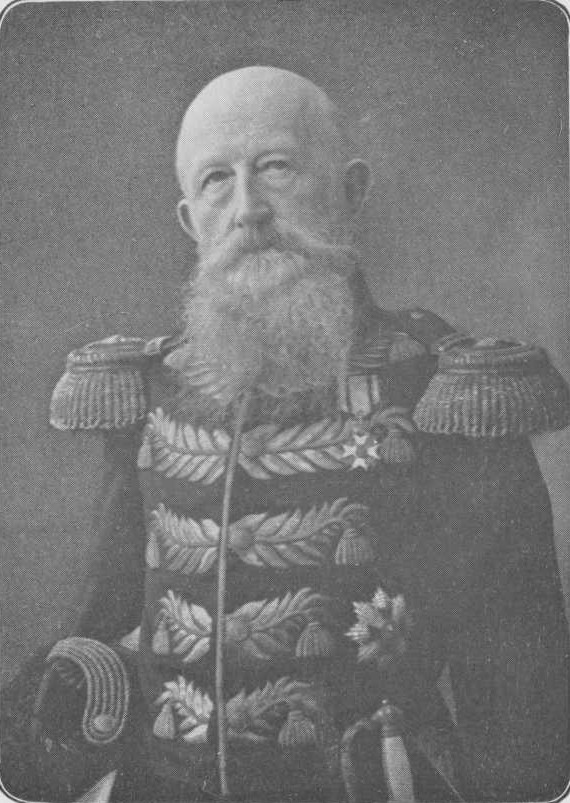
Henricus Paulus Cornelis Bosch van Drakestein

Jhr. Henricus Paulus Cornelis Bosch van Drakestein van Nieuw-Amelisweerd (Bunnik, 31 december 1831 – aldaar, 17 augustus 1914) was lid van de Eerste Kamer der Staten Generaal en kamerheer in buitengewone dienst van koningin Wilhelmina.

## Loopbaan
Bosch van Drakenstein werd geboren te huize Nieuw-Amelisweerd (gemeente Bunnik) en werd opgeleid in Katwijk aan de Rijn. Hij was hoogheemraad (1870-1897) en dijkgraaf (1897-overlijden) van het hoogheemraadschap van de Lek-Bovendams.
In 1880 werd hij gekozen tot lid van de Provinciale Staten van Utrecht en op 11 november 1901 vaardigde dat college hem af naar de Eerste kamer der Staten Generaal. Hij werd benoemd tot Ridder in de Orde van de Nederlandse Leeuw en hij bezat het onderscheidingsteken van de Orde van Sint-Gregorius de Grote.